# Nigorigawa (sopka)
Nigorigawa je název v neaktivní kaldery, nacházející se na japonském ostrově Hokkaidó, na pobřeží zálivu Učiura. 3 km široká kaldera se zformovala během erupce před přibližně 12000 lety, ploché dno kaldery je v současnosti obydlené. Oblast kaldery nevykazuje žádné známky aktivity, kromě zvýšeného geotermálního toku.